# Maria Gripeová
Maria Gripeová, rodným jménem Maja Stina Walterová (25. července 1923 Vaxholm – 5. dubna 2007 Rönninge) byla švédská spisovatelka literatury pro děti. Napsala 38 knih, které byly přeloženy do třiceti jazyků. Často jsou řazeny do sérií. K jejím nejslavnějším postavám patří dvojice Hugo a Josefína nebo chlapec Elvis. Typické jsou, zejména v jejím pozdním díle, nadpřirozené a mystické prvky. Za své dílo získala v roce 1974 mezinárodní Cenu Hanse Christiana Andersena. V roce 1979 získala i Doblougovu cenu, kterou uděluje Švédská akademie. Po většinu svého života žila v Nyköpingu. Její dílo zatím nebylo přeloženo do češtiny, ve slovenštině vyšla v roce 1977 kniha Dvaja ryšaví nezbedníci. Ilustrátorem jejích knih byl manžel Harald Gripe, jejich dcera Camilla Gripeová se stala také autorkou knih pro děti.